# Classe Comandanti Medaglie d'Oro
La classe Comandanti Medaglie d'Oro, anche detta classe Comandanti o classe Medaglie d'Oro, era una classe di cacciatorpediniere della Regia Marina composta da 24 unità (poi ridotte a 20) progettate a partire dal settembre del 1942, in piena seconda guerra mondiale.
Concepiti come sostituti migliorati delle precedenti unità classe Soldati, i Comandanti Medaglie d'Oro furono impostati con troppo ritardo e la loro realizzazione fu rallentata da vari problemi di produzione; all'armistizio nel settembre del 1943 solo nove unità erano state impostate e di queste solo una, il Comandante Margottini, varata: tutte le unità in costruzione o in progetto furono annullate a seguito dell'occupazione tedesca dell'Italia.

## Caratteristiche
Questo tipo di navi era significativamente più grande degli altri cacciatorpediniere italiani dell'epoca; l'armamento era similare a quello delle unità pari classe statunitensi con 4 o 5 cannoni singoli da 135 mm, a seconda della serie a cui appartenevano.
La classe era suddivisa in tre serie distinte: la prima serie, composta da otto navi, aveva 4 cannoni singoli da 135/45 mm e 12 da 37/54 mm antiaerei sempre su affusti singoli, sei tubi lanciasiluri da 533 mm in impianti tripli più cariche di profondità anti-sommergibile.
La seconda serie, sempre composta da otto navi, differiva dalla prima per l'armamento, consistente in 5 cannoni da 135/45 mm singoli, 8 da 37/54 mm antiaerei nei nuovi impianti quadrinati, 8 da 20/65 mm AA in impianti quadrinati; mentre l'apparato lanciasiluri e antisommergibile era uguale alla I serie.
La terza serie comprendeva solo 4 navi e differiva anche per l'apparato motore: a differenza delle altre due serie e delle precedenti classi di cacciatorpediniere, questa aveva due gruppi di caldaie-turbina separati, invece che una sala motore unica; ciò era stato pensato per evitare che l'intero apparato motore potesse venire danneggiato da un solo colpo. L'armamento era composto da 5 cannoni da 135/45 mm, mentre l'antiaereo era stato incrementato a 8 da 37/54 mm (impianti quadrinati) e 12 da 20/65 mm (sempre in impianti quadrinati), con i soliti sei tubi lanciasiluri e cariche di profondità.
L'apparato motore, più potente delle classi precedenti, sviluppava 60.000 hp di potenza (in tutte le serie) e le unità potevano raggiungere la velocità di 34 nodi.

## Armamento
L'artiglieria principale era composta da cannoni da 135/45 mm, gli stessi che equipaggiavano le corazzate della classe Caio Duilio e gli incrociatori leggeri della Capitani Romani, in un nuovo impianto singolo con un alzo maggiore, il quale ne permetteva anche l'uso antiaereo, oltre che antinave. Questo tipo di impianto era lo stesso che avrebbe dovuto essere montato sulla portaerei Aquila, la quale anch'essa non venne mai completata.
La difesa antiaerea ravvicinata era affidata (per la I serie) ad impianti singoli da 37/54 mm Mod. 1939: non era l'arma standard della marina, ma erano già stati usati nelle classi Littorio, Caio Duilio e Capitani Romani.
La seconda e terza serie, invece, montavano sia armi da 37/54 che da 20/65, le quali però, a differenza di tutte le altre versioni precedenti, sarebbero state disposte in impianti quadrinati di nuova progettazione che, a causa della cancellazione del progetto e della scarsità di risorse, non vennero mai costruiti.
L'armamento subacqueo ero lo stesso degli altri cacciatorpediniere italiani dell'epoca, 6 tubi lanciasiluri da 533 mm per siluri Si 270/533.4 x 7.2 "M", 4 lancia bombe di profondità e cariche di profondità.

## Unità previste
| Nome nave                | Cantiere                           | Intitolazione                     |
| ------------------------ | ---------------------------------- | --------------------------------- |
| Comandante Margottini    | O.T.O., Livorno                    | Carlo Margottini (1899 –1940)     |
| Comandante Baroni        | O.T.O., Livorno                    | Enrico Baroni (1892–1940)         |
| Comandante Borsini       | O.T.O., Livorno                    | Costantino Borsini (1906–1940)    |
| Comandante Botti         | C.R.D.A., Monfalcone               | Ugo Botti (1903–1940)             |
| Comandante Casana        | C.N.R., Ancona                     | Costanzo Casana (1900–1942)       |
| Comandante Corsi         | C.R.D.A., Monfalcone               | Luigi Corsi (1898–1941)           |
| Comandante De Cristofaro | Cantieri del Tirreno, Riva Trigoso | Pietro De Cristofaro (1900–1941)  |
| Comandante Dell'Anno     | C.N.R., Ancona                     | Francesco Dell'Anno (1902–1941)   |
| Comandante Esposito      | C.R.D.A., Monfalcone               | Stanislao Esposito (1898–1942)    |
| Comandante Fiorelli      | C.R.D.A., Monfalcone               | Ugo Fiorelli (1893–1941)          |
| Comandante Fontana       | O.T.O., Livorno                    | Giuseppe Fontana (1902–1941)      |
| Comandante Giannattasio  | C.R.D.A., Monfalcone               | Vittorio Giannattasio (1904–1941) |
| Comandante Giobbe        | Cantieri del Tirreno, Riva Trigoso | Giorgio Giobbe (1906–1941)        |
| Comandante Giorgis       | Cantieri del Tirreno, Riva Trigoso | Giorgio Giorgis (1897–1941)       |
| Comandante Milano        | C.R.D.A., Monfalcone               | Mario Milano (1907–1941)          |
| Comandante Moccagatta    | O.T.O., Livorno                    | Vittorio Moccagatta (1903–1941)   |
| Comandante Novaro        | C.R.D.A., Monfalcone               | Umberto Novaro (1891–1940)        |
| Comandante Rodocanacchi  | O.T.O. , Livorno                   | Giorgio Rodocanacchi (1897–1941)  |
| Comandante Ruta          | C.R.D.A., Monfalcone               | Mario Ruta (1911–1940)            |
| Comandante Toscano       | Cantieri del Tirreno, Riva Trigoso | Salvatore Toscano (1897–1941)     |